# Bernard Rosa
Bernard Rosa (ur. 24 czerwca 1624 w Głogowie, zm. we wrześniu 1696 w Krzeszowie) – cysters, opat klasztoru w Krzeszowie, założyciel Bractwa Świętego Józefa w Krzeszowie.

## Życiorys
Był najstarszym synem Johanna Petera Rosy i Sabiny z domu Gross. W 1641 r. we Wrocławiu rozpoczyna studia retoryki. W latach 1644–1645 studiuje u jezuitów w Kolonii, gdzie się doktoryzuje. Studia teologiczne przeprowadza w Monachium i Nysie. Mając 25 lat, w roku 1649, wstępuje do zakonu cystersów w Henrykowie, gdzie pełni też funkcję przeora. W 1660 roku zostaje 41. opatem zakonu w Krzeszowie. W 1669 r. zakłada Bractwo Świętego Józefa, które miało m.in. podczas reformacji dokonać rekatolizacji. Bractwo założył za wzorem opata Mateusza Kolweissa w Lilienfeld w Austrii. Miało pogłębiać życie religijne w duchu katolicyzmu. Do Bractwa należeli zakonnicy ze Śląska, Czech, Moraw, Austrii, Bawarii, Westfalii i Nadrenii oraz księża diecezjalni, a także osoby świeckie. Byli wśród nich m.in.: biskup wrocławski Sebastian von Rostock, Johannes Scheffler (zw. Angelus Silesius), Michael Willmann. W 1673 r. zostaje wikariuszem generalnym i wizytatorem zakonu cystersów na Śląsku.
Zarządzając opactwem krzeszowskim stał się budowniczym szeregu kościołów i kaplic – za jego kadencji m.in. przebudowano kościół klasztorny, wybudowano kościół św. Anny na wzgórzu, zbudowano kaplicę św. Wawrzyńca na Śnieżce, rozpoczęto budowę Betlejem na stoku Anielskiej Góry w Górach Kruczych, w latach 1670–1675 w Chełmsku Śląskim wybudowano kościół pw. św. Rodziny, w latach 1690–1696 wybudowano kościół św. Józefa, a w latach 1672–1678 na przyległych do klasztoru polach i łąkach wzniesiono kaplice kalwarii.
Jego pisarski dorobek to 21 tytułów, z których jedna trzecia to pisma dotyczące kultu św. Józefa, są wśród nich też modlitewniki oraz traktaty ascetyczno-mistyczne. Pisał głównie po niemiecku – wyjątkowo po łacinie i polsku. Promował sztukę.